# Sharon Acioly
Sharon Acioly (1970) é uma cantora, compositora e animadora de palco brasileira. Sharon foi responsável pela gravação do hit Dança do Quadrado  e Ai Se Eu Te Pego.